# Ensemble orchestral contemporain
 (août 2015).
Si vous disposez d'ouvrages ou d'articles de référence ou si vous connaissez des sites web de qualité traitant du thème abordé ici, merci de compléter l'article en donnant les références utiles à sa vérifiabilité et en les liant à la section « Notes et références ».
L’Ensemble orchestral contemporain est un ensemble musical français spécialisé dans la musique contemporaine des XXe et XXIe siècles.
Créé en 1992 par Daniel Kawka il collabore activement avec le GRAME (centre national de création musicale) et est régulièrement invité dans différents festivals (Festival Automne en Normandie, Radio-France-Languedoc-Roussillon, Festival Musica à Strasbourg, Festival Musiques en scène à Lyon, l'Été musical dans la Loire).
Privilégiant les compositions avec dispositif informatique ou électronique comme Tristan Murail (allégories), Luigi Nono, Steve Reich (City Life, Eight Lines), l'EOC n'en n'oublie pas pour autant le répertoire moderne (1900-1950) comme Benjamin Britten, Dmitri Chostakovitch, Gustav Mahler, Maurice Ravel, Claude Debussy et Edgard Varese. Servant aussi bien les grands compositeurs du XXe siècle que les jeunes créateurs du XXIe siècle, son large répertoire va du divertimento de Bela Bartok à via rupta de Clara Maïda.

## Discographie
- Écrits sur toile, d'un désastre obscur, et alia, de Gilbert Amy, Édition 2E2M
- Das Lied von der Erde, de Gustav Mahler avec Vincent Le Texier / Gilles Ragon / EOC/ Daniel Kawka aux Éditions Séléna
- Les Météores: de Hugues Dufourt avec Fabrice Jünger (fl)/ Ancuza Aprodu (pno) / EOC/ Daniel Kawka chez Simal records.